# 세컨드컵

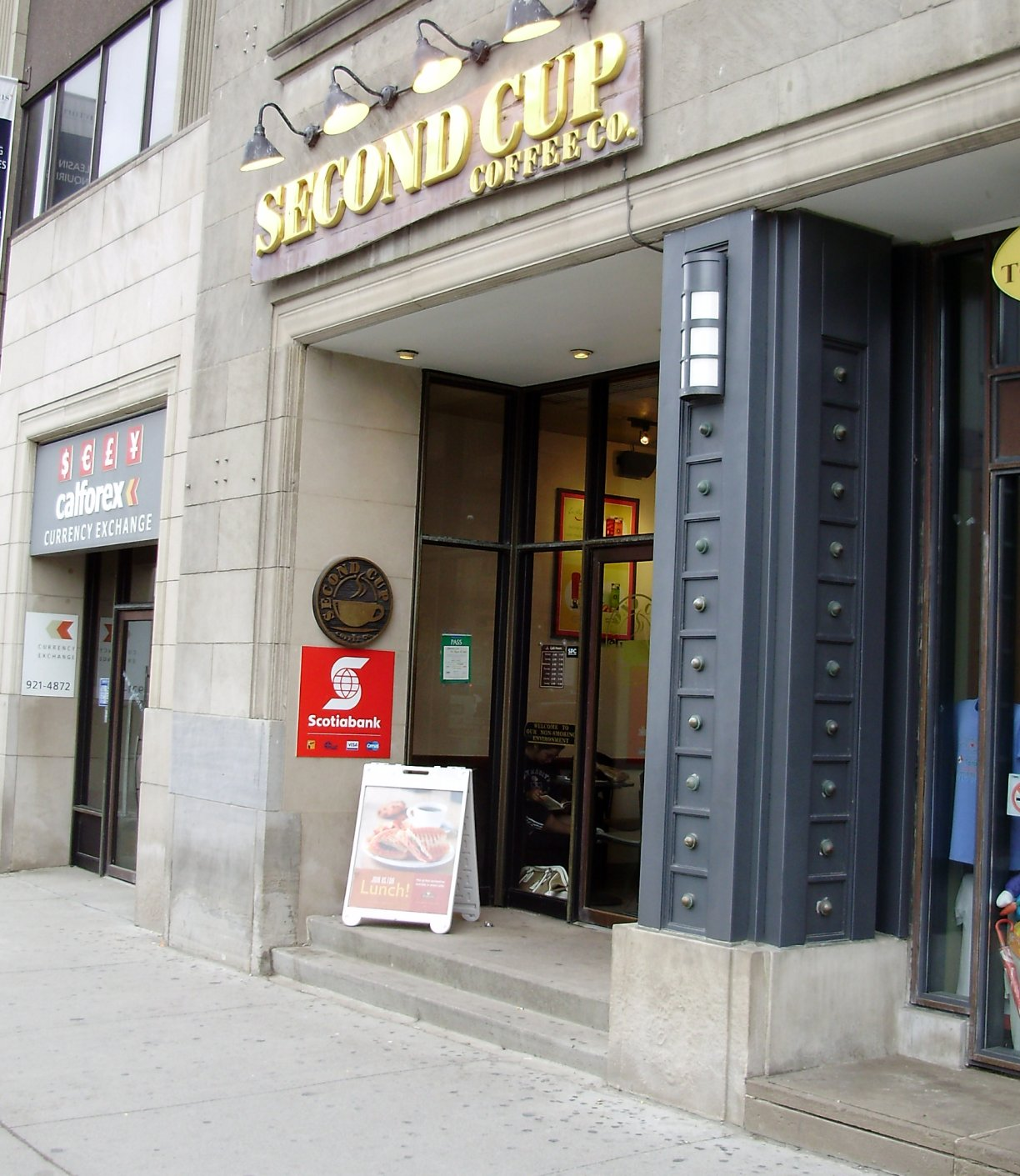
토론토에 위치한 세컨드 컵 매장.

세컨드 컵(Second Cup TSX: SCU.UN)은 캐나다의 커피 전문 소매 체인이다. 캐나다 전역에 360개가 넘는 매장을 운영중이다. 1975년 Tom Culligan과 Frank O'Dea이 캐나다 온타리오 주 서버반에서 창립했으며, 1988년 150개의 매장을 설립한 후 Michael Bregman이 인수했다. 2006년 11월 16일 Dinecorp 사를 운영하던 Cara 사 최고경영자 Gabe Tsampalieros가 Second Cup의 소유권을 갖고 있던 Mr. Khalil Al Gawad로부터 사들여 현재에 이르르고 있다. 홈디포에 입점한 세컨드 컵을 제외하고 모든 세컨드 컵 매장에서 무료 무선 인터넷을 이용할 수 있다.